# Synolcus amnoni
Synolcus amnoni är en tvåvingeart som beskrevs av Jason Gilbert Hayden Londt 1990. Synolcus amnoni ingår i släktet Synolcus och familjen rovflugor. Inga underarter finns listade i Catalogue of Life.